# Есин, Павел Алексеевич
Павел Алексеевич Е́син (8 [21] июля 1911, посёлок Липня, Владимирская губерния — 5 января 1969, город Снежинск, Челябинская область) — советский инженер и учёный, конструктор, разработчик ядерных зарядов.

## Биография
Окончил школу ФЗО в городе Выкса (1926—1929), рабфак (1931—1933) и два курса (1933—1936) МВТУ имени Н. Э. Баумана, Ленинградский военно-механический институт (1936—1939).
В 1929—1931 годах работал слесарем. В 1939—1941 инженер-конструктор Ижорского завода.
В 1941—1946 служил в РККА: слушатель Ленинградского военно-политического училища, командир отдельной роты 281-го стрелкового полка, оперуполномоченный отдела контрразведки «Смерш» 29-го гвардейского полка 2-й Ударной армии.
После войны некоторое время работал начальником цеха опытного завода механизации энергохозяйства в Ленинграде.
В 1946—1955 инженер-конструктор, ст. инженер, зам. начальника и начальник отдела на ядерном объекте КБ-11 (Арзамас-16, сейчас РФЯЦ-ВНИИЭФ). Занимался разработкой ядерных снарядов.
С 1955 года работал в НИИ-1011 (РФЯЦ — ВНИИТФ им. акад. Е. И. Забабахина), с 1958 года — в Снежинске Челябинской области: начальник сектора, зам. гл. конструктора — начальник сектора, начальник отдела.
Кандидат технических наук (1958).

## Награды и премии
- Ленинская премия (1963)
- Сталинская премия второй степени (1951) — за участие в разработке важнейших узлов изделия РДС
- Сталинская премия второй степени (1953) — за разработку конструкции основных узлов изделий РДС-6с, РДС-4 и РДС-5
- два ордена Трудового Красного Знамени (1951, 1954)
- два ордена Ленина (1954, 1962)
- орден Красной Звезды
- медали

## Комментарии
1. ↑  С 1929 года — в составе Кулебакского района Горьковского края, с 1957 году — в составе города Навашино.